# Victoria Bissey
Victoria Eva Bissey (* 6. Juli 1998 in Nîmes) ist eine französische Fußballspielerin.

## Karriere
Bissey spielte zuletzt von 2013 bis 2016 für die U19-Mannschaft des FF Nîmes Métropole Gard, bevor sie in deren erste Mannschaft aufrückte. Ihr Pflichtspieldebüt im Seniorinnenbereich gab sie am 26. März 2017 (17. Spieltag) in der Division 2 Féminine, der zweithöchsten Spielklasse im französischen Frauenfußball. Bei der 1:6-Niederlage im Heimspiel gegen den aus Val d’Orger stammenden FCF Val d’Orge, dem späteren FC Fleury wurde sie für Janina Meißner in der 65. Minute eingewechselt. In der Folgesaison bestritt sie bereits acht Punktspiele und erzielte ihre ersten beiden Tore am 18. Februar 2018 (14. Spieltag) beim 3:1-Sieg im Heimspiel gegen Grenoble Foot mit den Treffern zum 2:1 und 3:1 in der 80. und 92. Minute.
Von 2018 bis 2020 spielte sie für den Zweitligisten FC Toulouse, wurde jedoch in nur fünf Punktspielen mit einer Gesamtspielzeit von 163 Minuten berücksichtigt. In der Saison 2020/21 waren es lediglich zwei Punktspiele, allerdings für den FC Vendenheim. Beide Heimspiele am 4. Oktober 2020 (4. Spieltag) gegen den RC Lens und am 18. Oktober 2020 (6. Spieltag) gegen den FC Metz wurden mit 1:2 und 0:3 verloren.
Seit der Saison 2021/22 ist sie Vertragsspielerin des SC Sand, für den sie in ihrer Bundesligapremierensaison zwei Punktspiele bestritt. Im ersten, bei der 0:1-Niederlage im Heimspiel gegen Werder Bremen am 27. März 2022 (18. Spieltag) wurde sie in der 81. Minute eingewechselt, im zweiten, beim 1:0-Sieg im Heimspiel gegen den 1. FC Köln am 8. Mai 2022 (21. Spieltag) wurde sie in der 87. Minute eingewechselt.
Zuvor kam sie in zwölf Zweitligaspielen für die zweite Mannschaft in der Gruppe 1 der drittklassigen Regionalliga Süd zu Einsätzen, in denen ihr zwei Tore gelangen. In der Folgesaison bestritt sie sechs weitere Punktspiele für die zweite Mannschaft in der Oberliga Baden-Württemberg und elf Saisonspiele für die erste Mannschaft in der 2. Bundesliga.